# Glasenbach
Glasenbach es un pueblo y localidad del municipio de Elsbethen con 1643 habitantes (a 1 de enero de 2021) en el distrito de Salzburg-Umgebung en la provincia de Salzburgo en Austria.
El cuartel de Glasenbach se construyó a partir de 1938 y se rebautizó como cuartel Rainer en 1960.
El campo coloquialmente conocido como Glasenbach (oficialmente campo Marcus W. Orr) no estaba situado allí, sino al otro lado del río Salzach, en la zona de la ciudad de Salzburgo. Se administró desde el cuartel de Glasenbach.

## Ubicación geográfica
Glasenbach se encuentra directamente en los límites de la ciudad de Salzburgo.

## Tráfico

### Carreteras
El pueblo está situado entre la Halleiner Landesstraße y la Hellbrunner Straße.

### Transporte público
| Dejar                    | Alinear |
| ------------------------ | --- |
| Ursulinas                | Línea 7 de Trolebuses Línea de autobús regional 160                                                             |
| Elsbethen Glasenbach     | Línea 7 de Trolebuses Línea de autobús regional 160 Línea de autobús regional 165                               |
| Elsbethen Kaindlweberweg | Línea 7 de Trolebuses Línea de autobús regional 165                                                             |
| Salzburgo Sur            | Línea S-Bahn S3 Línea 3 de Trolebuses Línea 7 de Trolebuses Línea 8 de Trolebuses Línea de autobús regional 165 |

- Datos: Q47364810
- Multimedia: Glasenbach / Q47364810